# NGC 7255
NGC 7255 ist eine Spiralgalaxie vom Hubble-Typ Sab im Sternbild Aquarius auf der Ekliptik. Sie ist schätzungsweise 230 Millionen Lichtjahre von der Milchstraße entfernt.
Das Objekt wurde am 1. Oktober 1886 von Francis Leavenworth entdeckt.